# Mittelösterbotten
Koordinaten: 63° 30′ N, 24° 15′ O
Mittelösterbotten (finn. Keski-Pohjanmaa [ˈkɛskiˌpɔhjɑnmɑː], schwed. Mellersta Österbotten) ist eine der 19 Landschaften Finnlands. Wie der Name besagt, umfasst sie den sehr kleinen, mittleren Teil der historischen Landschaft Österbotten (Pohjanmaa). Von 1997 bis 2010 gehörte Mittelösterbotten zur Provinz Westfinnland, zuvor war sie Teil der Provinz Vaasa. Die Region ist geprägt durch flache, von Flüssen durchzogene Feldlandschaften. Mit 200 Bio-Bauernhöfen ist Mittelösterbotten ein wichtiger Lieferant für Getreide und Beeren aus biologischem Anbau. Tiefer im Binnenland beginnt die karge Wald- und Sumpflandschaft des Landrückens Suomenselkä. Die Einwohnerzahl der Landschaft liegt bei knapp 70.000.
Der Hauptort ist Kokkola, ehemals mit Hafen, doch inzwischen auf Grund des steigenden Festlandes nicht mehr direkt mit dem Meer verbunden. Der kleine Ort Kaustinen ist international bekannt für sein sommerliches Volksmusik-Festival.

## Geschichte
Eine Besiedlung in Mittelösterbotten ist seit der archäologischen Kultur der sogenannten Kammkeramik vor ca. 5.000 Jahren belegt. Im Mittelalter war die Landschaft durch bescheidene Dorfstrukturen entlang der Flussläufe geprägt. Vom 17. bis 19. Jahrhundert spielten die Teerproduktion (aus Holz), der Schiffbau und der Handel eine große wirtschaftliche Rolle und die Landschaft entwickelte sich im 19. Jahrhundert zu einer wohlhabenden Region in Finnland. Mit der Verwaltungsreform Mitte der 1990er Jahre wurden die nördlichen Gemeinden der Region der Landschaft Nordösterbotten angegliedert und die südlichen, schwedischsprachigen Gemeinden der Landschaft Österbotten zugeordnet.

## Wappen
Beschreibung: In Blau ein rotbewehrter widersehender silberner Marder über dem balkenweise drei und unter ihm zwei silberne nagelgespitzte Tatzenkreuze sind. Auf dem Schild ruht eine  flache Perlenkrone.

## Gemeinden
In Mittelösterbotten gibt es acht Gemeinden, von denen zwei den Status einer Stadt haben (fettgedruckt). Die einzige zweisprachige Kommune (mit Finnisch als Mehrheits- und Schwedisch als Minderheitssprache) ist Kokkola (schwed. Karleby). Einwohnerzahlen zum 31. Dezember 2022.
| 1. Halsua (1.052) 2. Kannus (5.352) 3. Kaustinen (4.198) 4. Kokkola (Karleby) (48.006) 5. Lestijärvi (695) 6. Perho (2.653) 7. Toholampi (2.903) 8. Veteli (2.946) |